# Richmond Railway Bridge
Richmond Railway Bridge je obloukový železniční most přes Temži v londýnském obvodu Richmond.
Most je součástí železniční trati Waterloo to Reading Line a nachází se mezi železničními stanicemi St Margarets a Richmond. Architekty původního mostu byli J. E. Errington a Joseph Locke (který byl také architektem mostu Barnes Railway Bridge) a otevřený byl v roce 1848. Po dokončení se stal prvním železničním mostem přes Temži v Londýně. V roce 1908 byl přestavěn podle návrhu J. W. Jacomb-Hooda. Celková délka mostu je 91,5 m a tři hlavní oblouková rozpětí mají délku 30,5 m. Výška mostu nad hladinou Temže při nízkém přílivu je 8 m.

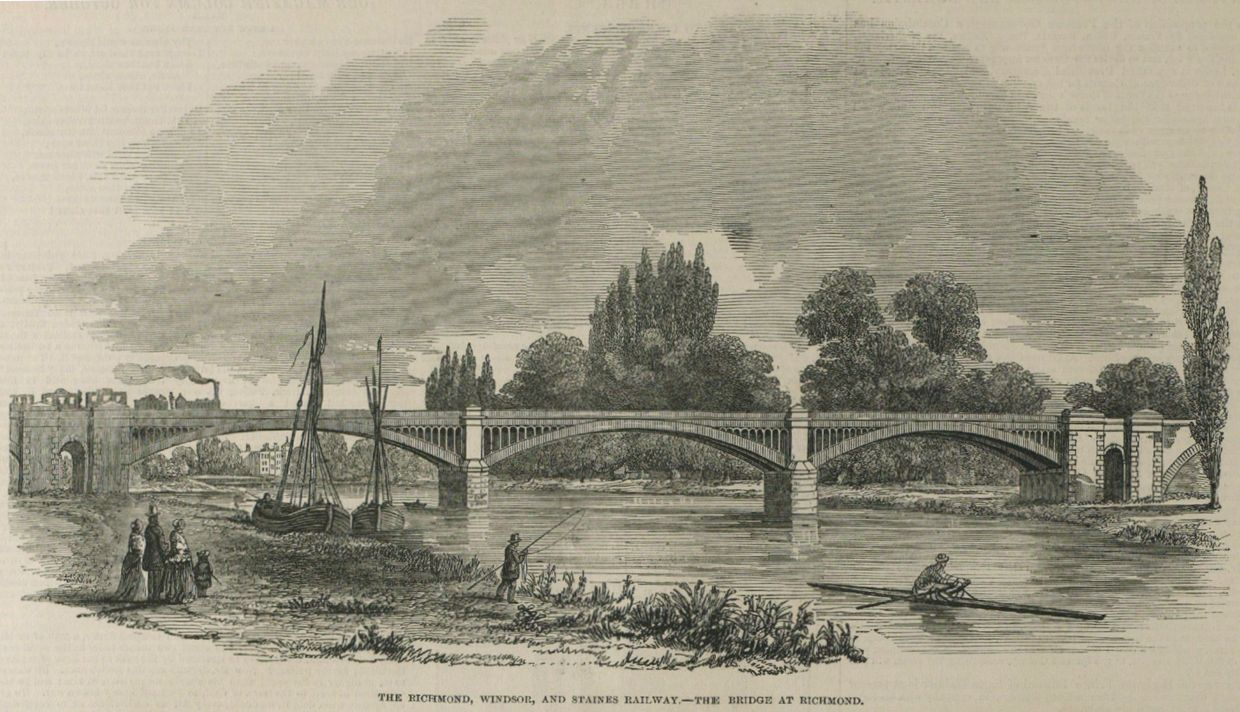
Richmond Railway Bridge v roce 1848
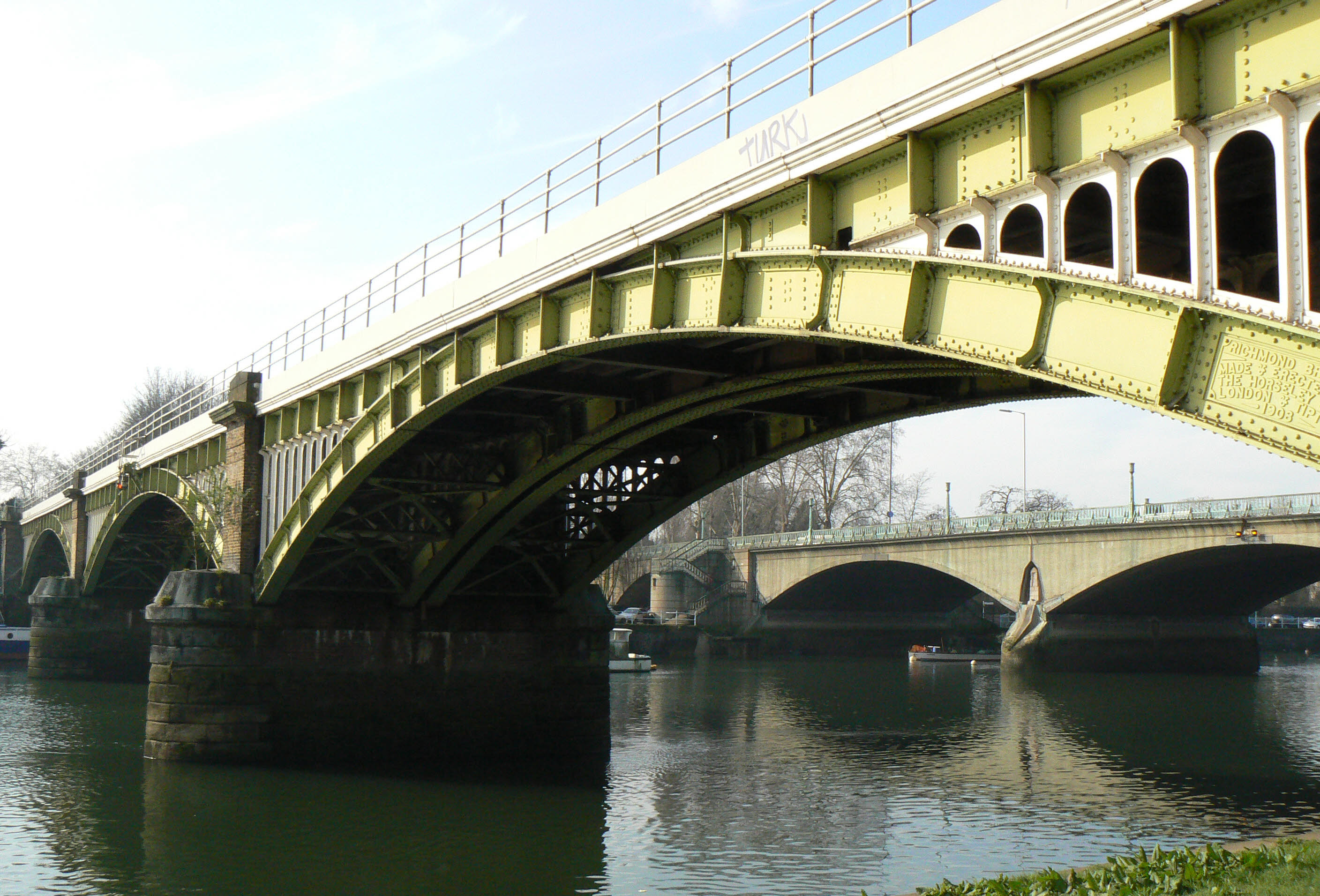
Richmond Railway Bridge, v pozadí Twickenham Bridge